# متجه رباعي

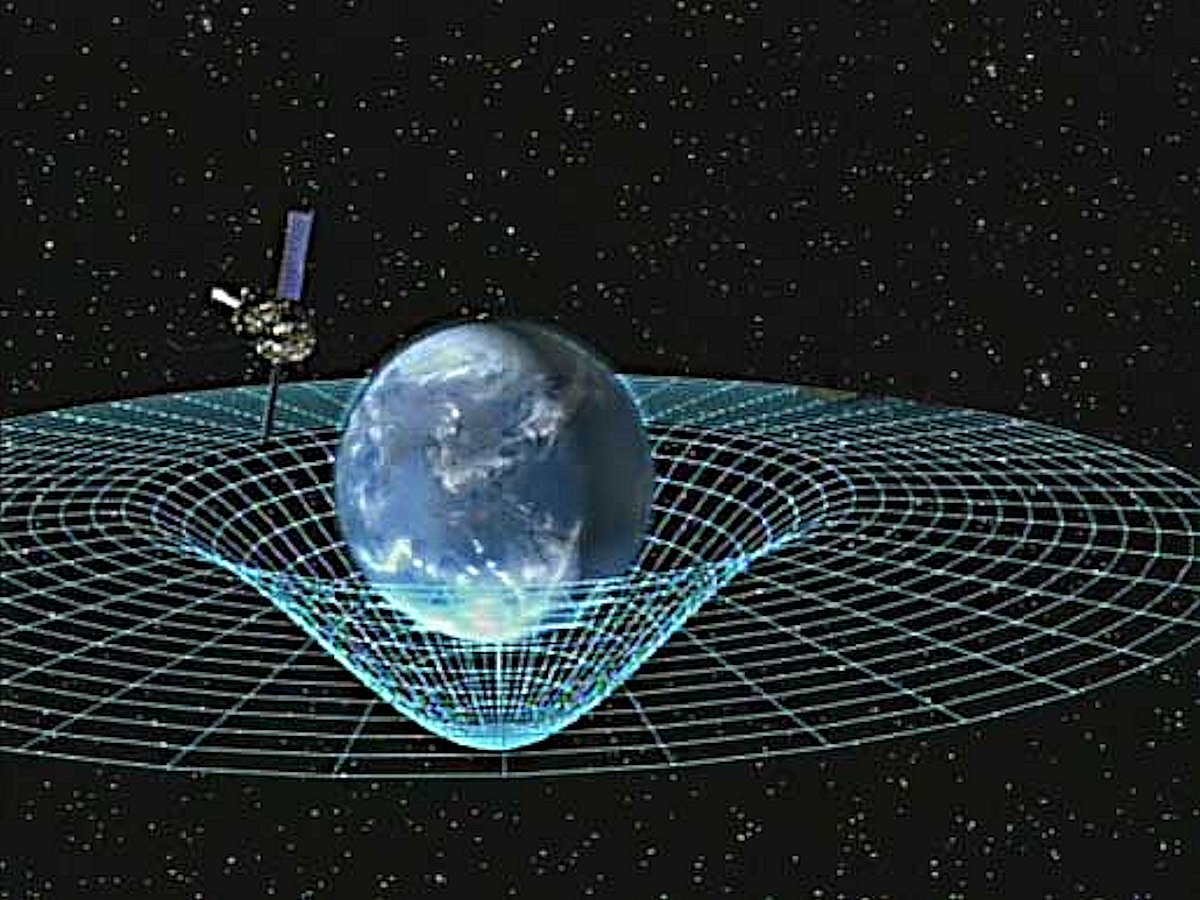

في نظرية النسبية العامة، المتجه الرباعي هو جسم ذو أربعة مكونات، يتحول بطريقة محددة تحت تحويل لورنتز. المتجه الرباعي هو تحديدًا عنصر من الفضاء المتجهي رباعي الأبعاد، ويعتبر فضاءً تمثيليًا للتمثيل المعياري لمجموعة لورنتز، تمثيل (½,½). يختلف المتجه الرباعي عن المتجه الإقليدي في كيفية تحديد حجمه. التحويل الذي يحفظ هذا الحجم هو تحويل لورنتز، الذي يتضمن التدويرات المكانية والدفعات (تغير بسرعة ثابتة بالنسبة لإطار مرجعي قصوري).
يصف المتجه الرباعي، على سبيل المثال، الموقع xμ في الزمكان الذي يسمى فضاء منكوفسكي، زخم رباعي للجسيم pμ، سعة الجهد الرباعي الكهرومغناطيسي Aμ(x) في النقطة x في الزمكان، وعناصر الفضاء الفرعي الممتدة بواسطة مصفوفات جاما داخل جبر ديراك. يمكن تمثيل مجموعة لورنتز بمصفوفات 4×4 Λ. يحسب تأثير تحويل لورنتز على المتجه الرباعي المخالف للتغير  X (مثل الأمثلة المذكورة بالأعلى)، يعتبر متجهًا عموديًا بإحداثيات ديكارتية بالنسبة للإطار القصوري في الإدخالات، من خلال:
{\displaystyle X^{\prime }=\Lambda X,}
(مضاعفة المصفوفة) إذ تشير مكونات الجسم إلى الإطار الجديد. فيما يتعلق بالأمثلة المذكورة في الأعلى، والتي تقدم كمتجهات مخالفة للتغير، توجد أيضًا متجهات متزامنة مقابلة xμ, pμ وAμ(x). تتحول هذه المتجهات وفقًا للقاعدة:
{\displaystyle X^{\prime }={(\Lambda ^{-1})}^{\mathrm {T} }X,}
وتشير  T إلى منقولة مصفوفة. تختلف هذه القاعدة عن القاعدة التي في الأعلى. تتوافق مع التمثيل المزدوج للتمثيل المعياري. لكن بالنسبة لمجموعة لورنتز، تكون ازدواجية أي تمثيل مكافئة للتمثيل الأصلي. وبالتالي، الأجسام ذات المؤشرات المتغيرة هي متجهات رباعية أيضًا.
ليس المتجه الرباعي مثالًا لشيء مكون من أربعة مكونات يمكن وصفه في النسبية الخاصة. بالمثل، يعرف الفرق بأنه قاعدة التحول في ظل تحولات لورنتز التي تُقدم بواسطة تمثيل آخر غير التمثيل المعياري. في هذه الحالة، تصبح القاعدة Xقالب:′ = Π(Λ)X حيث Π(Λ) مصفوفة 4×4 غير Λ. تنطبق ملاحظات مماثلة على الأشياء ذات مكونات أكثر أو أقل، والتي توصف ضمن تحويلات لورنتز. يشمل هذا الحقول القياسية والسبينورات والموترات وموترات السبينور.
يتناول المقال المتجهات الرباعية في سياق النسبية الخاصة. بالرغم من أن مفهوم المتجهات الرباعية يمتد إلى النسبية العامة أيضًا، تتطلب بعض النتائج المذكورة في هذا المقال تعديلًا في النسبية العامة.

## الترميز
يعمل الترميز في هذا المقال على النحو التالي: تدل الحروف الصغيرة الغامقة على المتجهات ثلاثية الأبعاد، والقبعات على متجهات الوحدات ثلاثية الأبعاد، والحروف الكبيرة للمتجهات رباعية الأبعاد (عدا المنحدر الرباعي)، ترميز مؤشر الموتر.

## جبر المتجه الرباعي

### المتجهات الرباعية على أساس ذي قيمة حقيقية
المتجه الرباعي هو متجه يتكون من مكون «شبيه بالزمان» وثلاث مكونات «شبيهة بالمكان»، ويمكن كتابته بعدة ترميزات متماثلة.
{\displaystyle {\begin{aligned}\mathbf {A} &=(A^{0},\,A^{1},\,A^{2},\,A^{3})\\&=A^{0}\mathbf {E} _{0}+A^{1}\mathbf {E} _{1}+A^{2}\mathbf {E} _{2}+A^{3}\mathbf {E} _{3}\\&=A^{0}\mathbf {E} _{0}+A^{i}\mathbf {E} _{i}\\&=A^{\alpha }\mathbf {E} _{\alpha }\\&=A^{\mu }\end{aligned}}}
وتجمع مكون السعة ومتجه القاعدة في عنصر واحد.
تدل الرموز الكبيرة على المكونات مخالفة التغير. الاصطلاح المعياري هنا هو أن الرموز اللاتينية تأخذ قيمًا للمكونات المكانية، فيكون  i = 1, 2, 3، بينما تأخذ الرموز اليونانية قيمًا لمكونَي الزمن والمكان، إذ يكون  α = 0, 1, 2, 3، التي تستخدم في الاصطلاح التجميعي. الفصل بين المكون الزمني والمكون المكاني مفيد عند تحديد انقباضات متجه رباعي واحد مع كميات موترة أخرى، مثل حالة حساب ثوابت لورنتز في النتائج الداخلية (أمثلة بالأسفل)، أو رفع وخفض الرموز.
في النسبية الخاصة، غالبًا ما يكون الأساس الشبيه بالمكان E1, E2, E3، والمكونات A1, A2, A3 أساسًا ديكارتيًا والمكونات:
{\displaystyle {\begin{aligned}\mathbf {A} &=(A_{t},\,A_{x},\,A_{y},\,A_{z})\\&=A_{t}\mathbf {E} _{t}+A_{x}\mathbf {E} _{x}+A_{y}\mathbf {E} _{y}+A_{z}\mathbf {E} _{z}\\\end{aligned}}}
ويمكن بالطبع استخدام أي أساس أو مكونات أخرى، مثل الإحداثيات الكروية القطبية
{\displaystyle {\begin{aligned}\mathbf {A} &=(A_{t},\,A_{r},\,A_{\theta },\,A_{\phi })\\&=A_{t}\mathbf {E} _{t}+A_{r}\mathbf {E} _{r}+A_{\theta }\mathbf {E} _{\theta }+A_{\phi }\mathbf {E} _{\phi }\\\end{aligned}}}
أو إحداثيات أسطوانية قطبية
{\displaystyle {\begin{aligned}\mathbf {A} &=(A_{t},\,A_{r},\,A_{\theta },\,A_{z})\\&=A_{t}\mathbf {E} _{t}+A_{r}\mathbf {E} _{r}+A_{\theta }\mathbf {E} _{\theta }+A_{z}\mathbf {E} _{z}\\\end{aligned}}}
أو أي إحداثيات متعامدة، أو حتى إحداثيات منحنية. تُكتب تسميات الإحداثيات دائمًا كتسميات لا رموز تأخذ قيمًا عددية. في النسبية العامة، يجب استخدام الإحداثيات المنحنية المحلية في أساس محلي. هندسيًا، يمكن تفسير المتجه الرباعي كسهم، ولكن في الزمكان، ليس فقط المكان. في النسبية، ترسم الأسهم كجزء من رسم منكوفسكي (يطلق عليه أيضًا رسم الزمكان).
يمكن تمثيله أيضًا بالمتجهات العمودية:
{\displaystyle \mathbf {E} _{0}={\begin{pmatrix}1\\0\\0\\0\end{pmatrix}}\,,\quad \mathbf {E} _{1}={\begin{pmatrix}0\\1\\0\\0\end{pmatrix}}\,,\quad \mathbf {E} _{2}={\begin{pmatrix}0\\0\\1\\0\end{pmatrix}}\,,\quad \mathbf {E} _{3}={\begin{pmatrix}0\\0\\0\\1\end{pmatrix}}}
وهكذا:
{\displaystyle \mathbf {A} ={\begin{pmatrix}A_{0}&A_{1}&A_{2}&A_{3}\end{pmatrix}}}

### تحويل لورنتز
نظرًا لوجود إطارين مرجعيين للقصور الذاتي أو الاستدارة، يتم تعريف المتجه على أنه كمية تتحول وفقا لتحويلات لورنتز للمصفوفة Λ :
{\displaystyle \mathbf {A} '={\boldsymbol {\Lambda }}\mathbf {A} }
في رمز المؤشر، تتحول المكونات المتعارضة والمتغيرة وفقًا لما يلي، على التوالي:
{\displaystyle {A'}^{\mu }=\Lambda ^{\mu }{}_{\nu }A^{\nu }\,,\quad {A'}_{\mu }=\Lambda _{\mu }{}^{\nu }A_{\nu }}
فيه Λ مصفوفة على مكونات Λ μ ν في الصف   μ والعمود   ν ، والمصفوفة العكسية Λ −1 بها مكونات row μ ν في الصف   μ والعمود   ν .
للحصول على معلومات أساسية حول طبيعة تعريف التحول هذا، راجع الموتر. جميع المتجهات الأربعة تتحول بالطريقة نفسها، ويمكن تعميم ذلك على التنسورات النسبية رباعية الأبعاد؛ انظرالنسبية الخاصة.

#### دورات نقية حول محور تعسفي
استدارة الإطارين بزاوية ثابتة θ حول محور يحددها متجه الوحدة:
{\displaystyle {\hat {\mathbf {n} }}=({\hat {n}}_{1},{\hat {n}}_{2},{\hat {n}}_{3})\,,}

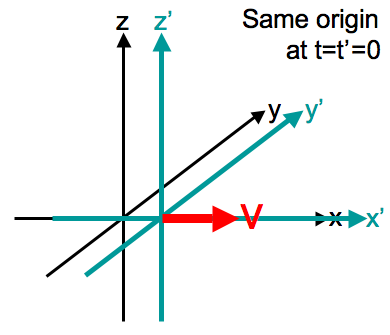
التكوين القياسي لأنظمة الإحداثيات ؛ لزيادة لورنتز في اتجاه x.

دون أي يعزز وΛ مصفوفة على مكونات المعادلة:
{\displaystyle \Lambda _{00}=1}
{\displaystyle \Lambda _{0i}=\Lambda _{i0}=0}
{\displaystyle \Lambda _{ij}=(\delta _{ij}-{\hat {n}}_{i}{\hat {n}}_{j})\cos \theta -\varepsilon _{ijk}{\hat {n}}_{k}\sin \theta +{\hat {n}}_{i}{\hat {n}}_{j}}
حيث δ ij هي دلتا كرونكر، و ε ijk هي رمز Levi-Civita ثلاثي الأبعاد. يتم تدوير المكونات الشبيهة بالفضاء المتجهي الرباعي، بينما تظل المكونات الشبيهة بالوقت دون تغيير.
بالنسبة لحالات الدوران حول المحور z فقط، فإن الجزء المشابك لمصفوفة لورنتز يقلل إلى مصفوفة الدوران حول المحور z :
{\displaystyle {\begin{pmatrix}{A'}^{0}\\{A'}^{1}\\{A'}^{2}\\{A'}^{3}\end{pmatrix}}={\begin{pmatrix}1&0&0&0\\0&\cos \theta &-\sin \theta &0\\0&\sin \theta &\cos \theta &0\\0&0&0&1\\\end{pmatrix}}{\begin{pmatrix}A^{0}\\A^{1}\\A^{2}\\A^{3}\end{pmatrix}}\ .}

### الخصائص

#### الخطية
أربعة متجهات لها نفس الخصائص الخطية مثل المتجهات الإقليدية في ثلاثة أبعاد. يمكن إضافتها بالطريقة المعتادة المتبادلة:
{\displaystyle \mathbf {A} +\mathbf {B} =(A^{0},A^{1},A^{2},A^{3})+(B^{0},B^{1},B^{2},B^{3})=(A^{0}+B^{0},A^{1}+B^{1},A^{2}+B^{2},A^{3}+B^{3})}

#### موتر مينكوفسكي
عند تطبيق موترمينكوفسكي ημν على متجهين رباعيين A و B ، وكتابة النتيجة بترميز المنتج في النقاط، لدينا، باستخدام ترميز آينشتاين:
{\displaystyle \mathbf {A} \cdot \mathbf {B} =A^{\mu }\eta _{\mu \nu }B^{\nu }}
من المناسب إعادة كتابة التعريف في شكل مصفوفة:
{\displaystyle \mathbf {A\cdot B} ={\begin{pmatrix}A^{0}&A^{1}&A^{2}&A^{3}\end{pmatrix}}{\begin{pmatrix}\eta _{00}&\eta _{01}&\eta _{02}&\eta _{03}\\\eta _{10}&\eta _{11}&\eta _{12}&\eta _{13}\\\eta _{20}&\eta _{21}&\eta _{22}&\eta _{23}\\\eta _{30}&\eta _{31}&\eta _{32}&\eta _{33}\end{pmatrix}}{\begin{pmatrix}B^{0}\\B^{1}\\B^{2}\\B^{3}\end{pmatrix}}}

#### المتجهات الثنائية
غالبًا ما يتم التعبير عن تطبيق موتر منكوفسكي باعتباره تأثير المتجه الثنائي لأحد المتجهات على الآخر:
{\displaystyle \mathbf {A\cdot B} =A^{*}(\mathbf {B} )=A{_{\nu }}B^{\nu }.}
هنا Aνs هي مكونات المتجه المزدوج A* من A على أساس مزدوج وتسمى إحداثيات متغيرة من A، في حين تسمى مكونات Aν الأصلية إحداثيات المخالفة (contravariant).